# Гарамова Римма Геннадіївна
Гарамова Римма Геннадіївна (нар. 3 лютого 1995, Харків, Україна) — українська спортсменка зі стрільба з лука. Майстер спорту із стрільби з лука (2011)

## Біографія
Народилась в місті Харків Україна. В 2012 году закінчила ЗОШ № 100 ім А. С. Макаренка. В 2016 закінчила Харківський авіаційний інститут. З 2008 Вихованка школи стрільби з лука СК «Комунар». Тренується у Гагарина Олексія Вікторовича.
Першу свою нагороду в Стрільбі із класичного лука, медаль і диплом за III місце в особистому заліку, завоювала в 2010 році (в віці 13 років) на Змаганнях зі стрільби із лука на «Кубок олімпійського чемпіона Віктора Рубана»,Рубан Віктор Геннадійович серед кадеток 1995 р.н і молодше впр М-3 з результатом 510 очок, які проходили в місті Харків з 21-24 січня 2010 року.
З 2010 року організатор творчого конкурсу для дітей і юнацтва «Юний Літератор ім. Гарамовой С. Г.».
З 2012 року відкрила і веде програму допомоги у відновленні спортсменів після травм, людей після ДТП, солдат із зони АТОАнтитерористична операція на сході України.
З 2012 року бере активну участь у програмах, спрямованих на розвиток спорта в Україні. Кожного року організовує зустічи зі школярами з ціллю залучення дітей та молоді до спортивного способу життя, без шкідливих звичок..

### Спортивні досягнення
- 2010, «Кубок олімпійського чемпіона Віктора Рубана», серед кадеток 1995 р.н і молодше впр М-3 з результатом 510 очок, Харків (Україна), — 3-е місце в особистому заліку[2].
- 2019, Всеукраїнське змагання зі стрільби з лука «Кубок харківського міського голови», м. Харків (Україна) — 1-е місце в командних змаганнях міксах[5].
- 2019, Рекурсивний матч Play, м. Вініпег (Канада) — 2-е місце в особистому заліку[6].

### Участь у наукових конференціях
- 2013, IV Студентська наукова конференція „Безпека Життєдіяльності людини в регіонах України“. Стаття „Експертиза дитячого одягу“, м. Харків (Україна)[7].
- 2014, Міжнародна VI Міжнародна науково-методична конференція «Безпека людини у сучасних умовах», Стаття «Нефтяное загрязнение в океане. Танкеры», м. Харків (Україна)[8].